# Eystein I Magnusson
Eystein I Magnusson (ur. w 1088, zm. 29 sierpnia 1123 roku) – król Norwegii od 1103 do 1123. Panował wraz z braćmi, Sigurdem i Olafem.
Eystein I objął władzę nad południową częścią kraju. Jego relacje z Sigurdem były dość napięte, ale starali się nie popadać w większe konflikty. Podczas gdy Sigurd zajmował się polityką zagraniczną, Eystein zajął się rozwojem gospodarczym i kulturalnym kraju. Kiedy Singurd był nieobecny w kraju, Eystein przejął pełnię władzy i pozbył się przeciwników.
Eystein ożenił się z Ingebjørg Guttormsdatter. Mieli córkę Marię.